# Calocedrus rupestris
Calocedrus rupestris  — вид хвойних рослин родини кипарисових.

## Поширення, екологія
Країни проживання: Китай (Гуансі); В'єтнам. Зростає на кам'янистих вапнякових хребтах і крутих схилах. Супутні хвойні варіюватися залежно від розташування: Pseudotsuga sinensis, Keteleeria і Pinus в північних місцевостях; Dacrycarpus imbricatus і Dacrydium elatum на півдні.

## Морфологія
Це середніх розмірів дерево, що росте до близько 25 м заввишки, зі стовбуром до 1,2 м в діаметрі. Кора товщиною 8–12 мм, від сіро-коричневого до коричневого кольору, потріскана, волокниста і лущиться на поздовжні смуги, з численними великими протоками смоли. Деревина має яскраво-жовтий колір, без запаху. Смола в достатку, яскрава жовто-оранжева. Листя перехресне, росте по 4, диморфне по гілках. Вертикальна пара листя сплющується і бічна пара листя у формі човна. Листки довжиною від 0,3 до 2,5 мм шириною 1–7 мм, лускоподібні, рівномірно зелені, з тупим верхнім кінцем. Чоловічі шишки спочатку світло-зелені та вкриваються світло-коричневими плямами пізніше. Чоловічі шишки циліндричні, довжиною від 4,5 до 6 мм і діаметром від 1,5 до 2,2 міліметрів. Зеленувато-коричневі жіночі шишки ростуть індивідуально або в парах на кінцях гілок, мають овальну форму з довжиною 4–7 см і діаметром від 2,5 до 4 міліметрів. Жіночі шишки містять чотири, рідко шість лусок. Кожна з 2 родючих шишкових лусок має 1 або 2 насіння. Довжиною 4–5 мм, яйцювате насіння має два неправильної форми крила. Запилення відбувається в грудні-січні, насіння дозріває, ймовірно, у вересні-жовтні.

## Використання
Цей вид часто використовувався через цінну деревину для будівництва, меблів і дрібних промислів. Смола також використовується.

## Загрози та охорона
Виду загрожує у всьому ареалі вибіркові рубки для деревини, загальне збезлісення і деградація лісів. Вид був записаний у деяких охоронних територіях: англ. Phong Nha-Kẻ Bàng National Park та англ. Bat Dai Son Nature Reserve.